# Balla
Balla é uma banda portuguesa de pop alternativo, que surgiu em 2000.
Inspirando-se em Giacomo Balla, pintor italiano futurista, Armando Teixeira escolheu o nome por soar bem.

## Percurso
"Âmago" aparece na compilação "Optimus 2000". Lança o primeiro CD para a Norte Sul. Destacaram-se os temas "Ela", Lânguido", "Âmago" e "A importância do olhar".
Em 2003 lança o disco "Le Jeu" com temas como "Quero Ser o Teu Volkswagen", "Galaxie Érotique" e "A Meu Favor". Como convidadas aparecem as cantoras Sylvie C e Liliana.
No disco "A Grande Mentira", em 2006, ocorre uma mudança com a participação vocal de Armando Teixeira. O grupo também dá mais concertos. "O Fim da Luta" e "Construí Uma Mentira" foram alguns dos maiores sucessos. No entanto, o maior sucesso da banda, até hoje, é a música "Outro Futuro", tema usado na banda-sonora da telenovela portuguesa da SIC "Podia Acabar o Mundo".
A colectânea "RESUMO 2000-2008" inclui o inédito "Tudo (Em queda livre)" e um EP com 5 remisturas.
"Ao Deus dará" é uma música de Armando Teixeira com letra de Miguel Esteves Cardoso.

## Membros
- Armando Teixeira - vocal
- Miguel Cervini - guitarra
- João Tiago - teclados
- Duarte Cabaça - bateria

## Discografia
- 2000 - Balla (Norte Sul)
- 2003 - Le Jeu (Mob Music)
- 2006 - A grande mentira (Chiado Records)
- 2008 - Resumo 2000/2008[2] (Chiado Records/Sony)
- 2010 - Equílibrio
- 2012 - Canções[3]
- 2015 - Arqueologia (EdiMusic)

Outros
- Optimus 2000 (2000) - Amâgo
- Nortesul - Presson #1 (2000) - Placenta (Demo)
- Mundial 2002 - CD Não Oficial (2002) - Mania
- Divergências.com (2004) - Un Jeu Courtois (Anonymous Mix)
- Tributo a Mão Morta () - Oub'lá
- UPA 08 Unidos para Ajudar (2008)- Voa (com Paulo Gonzo)
- Tributo a Carlos Paião (2008) - Não Há Duas Sem Três